# Final Fantasy: The 4 Heroes of Light
Final Fantasy: The 4 Heroes of Light, chamado no Japão de Hikari no 4 Senshi -Final Fantasy Gaiden- (光の4戦士 -ファイナルファンタジー外伝-, Hikari No Yon Senshi -Fainaru Fantajī Gaiden-) é um jogo eletrônico de RPG desenvolvido pela Matrix Software e publicado pela Square Enix. É um título spin-off da franquia Final Fantasy e foi lançado exclusivamente para Nintendo DS em outubro de 2009 no Japão e em outubro do ano seguinte no resto do mundo. A história segue quatro protagonistas que partem em uma jornada para libertarem seu mundo de uma terrível maldição.